# فريدريك ستيفنسون
فريدريك ستيفنسون (24 أبريل 1853 في المملكة المتحدة - 1 يوليو 1927 بإنجلترا في المملكة المتحدة) (بالإنجليزية: Frederick Stephenson)‏ هو لاعب كريكت بريطاني. لعب مع نادي مقاطعة لانكشر للكريكت ‏.

## وصلات خارجية
- فريدريك ستيفنسون على موقع إي آس بي آن كريك إنفو (الإنجليزية)